# Stralunata
Stralunata è la quarta raccolta di successi ufficiale della cantante italiana Donatella Rettore, pubblicata il 19 settembre 2008 dall'etichetta discografica Sony BMG in collaborazione con Rai Trade.

## Descrizione
Si tratta di un cofanetto, comprendente: due CD, contenenti 36 brani che ripercorrono la carriera di Rettore, compreso l'inedito Primadonna (scritto dalla cantautrice H.e.r.); un DVD (per la regia di Salvo Guercio), che ripropone alcune apparizioni in RAI e Mediaset, compreso, tra gli extra, il video catalogo Galleria stralunata (realizzato con le opere della mostra  Immaginata di Antonello Morsillo) sulle note del brano Stralunata e un album fotografico.
A circa 5 anni dalla sua pubblicazione il cofanetto rientra nella classifica dei DVD più venduti in Italia, alla posizione numero 12.

## Tracce musicali

### CD 1
1. Splendido splendente
2. Eroe
3. Brivido
4. Il mimo
5. La mia più bella canzone d'amore
6. Benvenuto
7. Kobra
8. Delirio
9. Remember
10. Donatella
11. Clamoroso
12. Estasi
13. Diva
14. Lamette
15. Oblio
16. Karakiri
17. This Time
18. Io ho te

### CD 2
1. Il ponte dei sospiri
2. Il porco romantico
3. Giù dal nero ciel
4. Dea
5. Addio mia bella Napoli
6. La cosa si fa
7. Sogno americano
8. Son Rettore e canto
9. Gattivissima
10. Le nuove favole non fanno così bene al cuore
11. Quanto t'amo (Que je t'aime)
12. Tutta la verità
13. Ricordami
14. Thema
15. Figurine
16. Splendido splendente (remix)
17. Stralunata
18. Primadonna

## Classifiche
| Classifica (2008) | Posizione massima |
| ----------------- | ----------------- |
| Italia (DVD)      | 2                 |